# Kostel Povýšení svatého Kříže (Sezimovo Ústí)
Kostel Povýšení svatého Kříže je jednolodní pozdně empírový kostel nacházející se ve městě Sezimovo Ústí. Vystavěný byl v roce 1835. Od roku 1958 patří mezi kulturní památky.

## Popis
Kostel Povýšení svatého Kříže je jednolodní stavba zaklenutá plackami s pravoúhlým presbytářem. Stojí na východní straně Husova náměstí. Před jeho vchodem je kříž. Nad západním štítem lodi kostela se nachází věž.

## Historie
Kostel byl vystavěn roku 1835 a 23. května 1841 slavnostně vysvěcen. Kostelní zvony byly během první světové války zrekvírovány. V roce 1930 byly vysvěceny nové zvony, ale za druhé světové války je potkal osud jako jejich předchůdce. Nových zvonů se kostel dočkal až roku 1990. Na přelomu 20. a 21. století byl kostel renovován. Roku 2006 byly v kostele instalovány nové varhany. Roku 2000 zde byla zavedena nová farnost.